# Teoberto Maler
Teoberto Maler ou Teobert Maler (Roma, 12 de Janeiro de 1842 - 22 de Novembro de 1917) foi um explorador que se dedicou à documentação da civilização maia.
Nasceu em Roma, filho de pais alemães. O seu pai era diplomata do Ducado de Baden. Estudou arquitectura e engenharia em Karlsruhe, e com 21 anos de idade mudou-se para Viena onde trabalhou com o arquitecto Heinrich von Ferstel, e tornou-se cidadão austríaco.
Desejoso por ver mais do mundo partiu para o México como soldado do exército de Imperador Maximiliano do México, tendo chegado ao posto de capitão. Após render-se às forças republicanas mexicanas, Maler optou por ficar no México em lugar de ser exilado na Europa. Mais tarde, obteria a cidadania mexicana e mudaria o seu nome para "Teoberto", mais facilmente pronunciado na língua espanhola.
Maler interessou-se por fotografia e pelas antiguidades da Mesoamérica. Em 1876 tirou fotografias detalhadas das estruturas de Mitla. No verão do ano seguinte mudou-se para San Cristóbal de las Casas, e em Julho visitou as ruínas de Palenque. Apesar de por esse tempo terem já sido publicados vários relatos sobre o sítio, era ainda um local pouco visitado, e Maler teve que recorrer a uma equipa de indígenas para abrir com catanas um caminho até às ruínas. Passou uma semana em Palenque, desenhando, medindo e fotografando o sítio, e deu-se conta que os relatos anteriormente publicados eram inadequados e que a maioria dos visitantes anteriores havia limitado as suas descrições apenas a uma porção das construções que ali se podiam ver. Enquanto Maler ali permanecia outro visitante chegou às ruínas, Gustave Bernoulli, um botânico suíço que partilhava do seu interesse por sítios maias, e que recentemente havia visitado Tikal. Bernoulli confirmou a suspeita de Maler de que havia muito trabalho a fazer para documentar as ruínas da área.
Na primavera de 1878 Maler foi obrigado a regressar à Europa para trata de assuntos relacionados com a herança deixada por seu pai, a qual se encontrava envolta em consideráveis problemas legais. Enquanto os advogados que contratara resolviam essa questão, Maler viveu em Paris, onde deu palestras sobre antiguidades mexicanas e estudou e leu tudo o que conseguiu encontrar na cidade sobre a Mesoamérica. Em 1884 a questão da herança ficou resolvida, herdando Maler uma pequena fortuna, e regressou ao México para dedicar-se ao estudo dos maias.
Instalou-se em Yucatán, numa pequena casa na localidade de Ticul, onde montou um estúdio fotográfico e aprendeu a língua maia. Porém, passava a maior parte do seu tempo nas florestas, acompanhado por alguns maias para ajudarem a limpar a vegetação das ruínas e transportar o seu equipamento fotográfico. Começou por visitar os sítios maiores já bem conhecidos, como Chichen Itza e Uxmal, mas zelosamente seguia todas as pistas e tornou-se o primeiro a documentar muitas novas ruínas. Em Chichen Itza permaneceu três meses, e documentou o sítio de forma mais completa que qualquer um dos visitantes anteriores.
Durante os anos seguintes, Maler investigou também muitos sítios remotos na região de El Petén, na Guatemala e ao longo do curso do rio Usumacinta.
Maler ganhou aversão à prática então comum dos antiquários e arqueólogos do século XIX de remover esculturas interessantes das ruínas para serem enviadas para cidades da Europa e América do Norte, fazendo notar os danos que tal prática muitas vezes causava. Tornou-se dedicado à ideia de que as ruínas deveriam ser preservadas intactas, e escreveu extensamente ao governo mexicano defendendo tal abordagem. Os seus pontos de vista são actualmente considerados como estando à frente do seu tempo.
Maler deu-se conta da importância de publicar os seus estudos, mas foi apenas moderadamente bem sucedido. O Instituto Peabody da Universidade de Harvard tratou da publicação dos seus relatos a partir de 1898. O resultado foi uma série de livros importantes, mas a relação entre Maler e o Instituto Peabody era tensa. Maler tentou insistir que os livros contivessem mais detalhes e ilustrações que os editores do Instituto Peabody desejavam incluir, e as comunicações eram difíceis pois Maler partia frequentemente para novas expedições nas florestas e não podia ser contactado durante meses seguidos para efectuar as revisões. O Instituto Peabody pôs termo ao acordo com Maler em 1909, embora tenha sido preciso esperar até 1912 para terminar a publicação do material que havia sido fornecido por ele. Os livros continuam a ser uma referência importante em estudos maias.
Maler deixou de fazer as fisicamente exigentes expedições às florestas em 1905 e retirou-se para a sua casa em Mérida.
Em 1910 fez uma viagem à Europa esperando encontrar patrocinadores para a publicação de mais dos seus escritos, mas apenas conseguiu vender algumas da suas fotografias à Biblioteca Nacional da França.
Nos seus últimos Teoberto Maler era conhecido por ser algo misantropo. Aparentemente sem dinheiro, levava uma vida modesta vendendo cópias das suas fotografias aos turistas e jovens arqueólogos e dando palestras sobre arte e arquitectura maias na escola de belas-artes de Mérida, cidade onde faleceu com 75 anos de idade.
Muitos dos seus relatos foram publicados postumamente, um lote na década de 1930 e outros nas décadas de 1970 e 1990.